# Каменский (Саратовская область)
Каме́нский — посёлок городского типа в Красноармейском районе Саратовской области России, административный центр Каменского муниципального образования.
Население — 2483 чел. (2021).
Расстояние до железнодорожной станции Суворовский Приволжской железной дороги — 5 км.

## История
Основано 1 июля 1767 года (по др. данным – 10 мая 1765 года) как переселенческая колония Гримм (нем. Grimm). До 1917 года входило в состав Сосновского колонистского округа (с 1871 г. – Сосновской волости) Камышинского уезда Саратовской губернии. Первые 179 семей прибыли из Саксонии, Вюртемберга и Дармштадта.  По указу от 26 февраля 1768 года о наименованиях немецких колоний получила официальное название Лесной Карамыш.
В 1767 году учреждён лютеранско-реформатский приход Лесной Карамыш. Первая деревянная церковь построена в 1810 году, перестроена в 1848 году. В 1834 году для подготовки учителей и писарей со знанием русского языка в Лесном Карамыше было открыто центральное училище на 25 учеников. В июне 1858 году из-за слабой технической базы училище было упразднено, ученики переведены в Екатериненштадт. Восстановлено в 1867 году. В 1889 году преподавание в училище переведено на русский язык.
С 1875 по 1879 год проходила эмиграция в Америку, за это время переселилось и были исключены из общества до 6 семейств. Выезд возобновился в 1886 году, уехало по паспортам 3 семейства.
В 1886 году земельный фонд составлял 18 431,5 десятин, из них 16 353,5 десятин удобной (в том числе пашни — 12 351 десятина) и неудобной — 2078 десятин. В колонии было два хлебозапасных магазина. Неземледельческие занятия были представлены 45 промышленными заведениями, имелось два питейных заведения и 10 лавок. С 1819 года в колонии началось производство и отделка сарпинки, опыт изготовления ткани принесён из Сарепты. С 1876 года известно изготовление веялок. Также колонисты изготавливали конные повозки, курительные трубки из берёзы и клёна. В 1900 году открылся станкостроительный и чугунолитейный завод "Рекорд"
В советский период Гримм стал центром сельсовета (в сельсовет входил только Гримм). Во время голода 1921 года родилось 197 человек, умерло — 818. По состоянию на 1926 год, в селе существовала кооперативная лавка, сельскохозяйственное кредитное товарищество, две начальные школы, клуб, изба-читальня. Бывшее центральное училище сначала превращено в школу 2-й ступени, затем в семилетку, в 1930 годы стало средней школой. В 1930-е годы открылся техникум овощеводства и плодоводства.
В 1928 году село Лесной Карамыш Бальцерского кантона официально переименовано в село Гримм.
В 1932 году организована Гриммская МТС. В 1929—1930 гг. создан колхоз "Коллективист" (первый председатель Фридрих Фрицлер). В середине 1930-х годов в ходе разукрупнения колхозов вместо одного появились колхозы «Штосбригадлер», имени Чапаева, имени Буденного. В 1937 году чугунно-литейный завод "Рекорд" преобразован в станкостроительный завод. В 1937 году открылась почтово-пассажирская авиалиния в АССР НП, которая включала и село Гримм.
В 1935—1941 годах село Гримм являлась центром Каменского кантона АССР немцев Поволжья.
28 августа 1941 года был издан Указ Президиума ВС СССР о переселении немцев, проживающих в районах Поволжья. Немецкое население депортировано в Сибирь и Казахстан, село включено в состав Саратовской области.
В 1943 году село Гримм преобразовано в рабочий посёлок Каменский. С 1942 по 1944 год в посёлке располагался Каменлаг, Ново-Каменский исправительно-трудовой лагерь ГУЛАГ.
В 1949 году на землях сёл Гримм, Ноймар, Бауэр организован конезавод, а в 1954 году вместо него создан совхоз «Суворовский». Работниками совхоза были переселенцы из Курской и Тамбовской областей.

## Физико-географическая характеристика
Село находится в лесостепи, в пределах Приволжской возвышенности, являющейся частью Восточно-Европейской равнины, в долине небольшой речки — бассейн реки Карамыш. Высота центра населённого пункта — 187 метров над уровнем моря. В окрестностях Каменского распространены чернозёмы южные. Почвообразующие породы — глины и суглинки.
По автомобильным дорогам расстояние до областного центра города Саратова — 110 км, районного центра города Красноармейск — 37 км. 
Климат
Климат умеренный континентальный (согласно классификации климатов Кёппена — влажный континентальный климат (Dfb) с тёплым летом и холодной и продолжительной зимой). Многолетняя норма осадков — 419 мм. Наибольшее количество осадков выпадает в июле — 47 мм, наименьшее в марте — 22 мм. Среднегодовая температура положительная и составляет + 5,9 С, средняя температура самого холодного месяца января -10,7 С, самого жаркого месяца июля +21,8 С.
Часовой пояс
Посёлок Каменский, как и вся Саратовская область, находится в часовой зоне МСК+1. Смещение применяемого времени относительно UTC составляет +4:00.

## Население
Динамика численности населения по годам:
| 1767 | 1773 | 1788 | 1798 | 1816 | 1834 | 1850 | 1859 | 1886 | 1897 | 1905  | 1911  | 1920 | 1922 | 1926 | 1931 | 1939 |
| ---- | ---- | ---- | ---- | ---- | ---- | ---- | ---- | ---- | ---- | ----- | ----- | ---- | ---- | ---- | ---- | ---- |
| 687  | 769  | 962  | 1125 | 1701 | 3130 | 4452 | 5074 | 5746 | 5389 | 10374 | 11859 | 7007 | 5339 | 5645 | 5472 | 5110 |

| 1939  | 1959  | 1970  | 1979  | 1989  | 2002  | 2009  |
| ----- | ----- | ----- | ----- | ----- | ----- | ----- |
| 5110  | ↘2147 | ↘2127 | ↗2554 | ↘2308 | ↗3644 | ↘3511 |
| 2010  | 2011  | 2012  | 2013  | 2014  | 2015  | 2016  |
| ↘2867 | ↘2866 | ↗2868 | ↘2844 | ↘2833 | ↘2797 | ↘2760 |
| 2017  | 2018  | 2019  | 2020  | 2021  |       |       |
| ↘2755 | ↘2754 | ↘2736 | ↘2731 | ↘2483 |       |       |

## Инфраструктура
В посёлке расположена исправительная колония особого режима УШ 382/23. В настоящее время — исправительное учреждение ФСИН России общего режима.
В населённом пункте находится также Красноармейская психиатрическая больница им. Калямина Ю. А., располагающая стационаром на 600 койко-мест.

## Достопримечательности
В посёлке Каменском находится памятник великому русскому полководцу Александру Суворову. Расположен он в самом центре посёлка, перед местной школой.